# 清水まゆみ
清水 まゆみ（しみず まゆみ、1940年3月19日 - ）は、北海道室蘭市出身の女優。旧芸名は清水 マリ子、本名は小高 鞠子（おだかまりこ）。室蘭文化学園（現・北斗文化学園）中退。

## 人物・略歴
1950年代後半から1960年代半ばまで日活全盛期に人気となり活躍、芦川いづみ、吉永小百合、浅丘ルリ子らと共に日活を代表する女優の名称である「日活パールライン」と呼ばれた女優の一人。
1957年、日活映画『月下の若武者』製作にあたり津川雅彦の共演者を探すオーディションに受かり、同作でデビュー。高校を2年で中退して上京、清水マリ子の芸名でデビューする。
1958年、石原裕次郎主演『紅の翼』で、清水まゆみに改名。和田浩治と多くコンビを組むなど、多くの映画に出演した。1963年、森永健次郎監督の『十代の河』では単独での初主演を果たした。
しかし、1963年に日活を離れてフリーとなって、松竹映画などへの出演後は、主にテレビドラマに出演。主な作品は『前略おふくろ様』、『熱中時代』、『北の国から』で、特に北の国からシリーズの中畑みずえ（中畑のおばさん）役が代表作。
1968年には同じ日活の小高雄二と結婚。
2002年以降はほぼ引退状態であったが、2021年9月から活動を再開。

## 出演

### 映画
- 月下の若武者（1957年　日活） - 遊女
- 十七才の抵抗（1957年　日活）　- 宮本啓子
- 十代の恋よさようなら（1958年）
- 知と愛の出発（1958年） - アルバイトの少女A
- 赤い波止場（1958年　日活） - 美津子
- 嵐の中を突っ走れ（1958年） - 幸子
- 紅の翼（1958年　日活） - 沖山百合子
- 不道徳教育講座（1959年　日活） - 朝吹和美
- 若い川の流れ（1959年　日活） - 女子課員B
- 絞首台の下 (1959年)　- 山野圭子
- 若い傾斜 (1959年　日活)　- 櫟千加子
- 東京の孤独 (1959年　日活)　- 小松梢
- 祈るひと (1959年　日活)
- 海は狂っている (1959年　日活)　- 初枝
- 男なら夢をみろ (1959年　日活)　- 安城リエ
- 風のある道 (1959年　日活)　- 竹島千加子
- 無言の乱斗 (1959年)　- 三田澄枝
- 鉄火場の風 (1960年　日活)
- 六三制愚連隊（1960年　日活）
- くたばれ愚連隊 (1960年　日活)　- 井関和子
- 邪魔者は消せ (1960年　日活)　桜井道子
- 密航0ライン (1960年　日活)　- 香取寿美子
- 俺は銀座の騎兵隊 (1960年　日活)　- 水原ユミ子
- 疾風小僧 (1960年　日活)　- イヨケ
- 若い突風 (1960年　日活)　- 高田良子
- 竜巻小僧（1960年　日活）
- 摩天楼の男 (1960年　日活)　- 井川ユリ
- 英雄候補生 (1960年)　- 吉田京子
- 俺の故郷は大西部 (1960年　日活)　- マリ
- 東京騎士隊 (1961年　日活)　- 徳武百合子
- 無鉄砲大将 (1961年　日活)　- 堀本京子
- 大暴れマドロス野郎（1961年　日活）- 吉川千代
- 恋をするより得をしろ (1961年)　- 東雪子
- 海峡血に染めて (1961年)　- ツギ
- 峠を渡る若い風 (1961年　日活)　- 今井美佐子
- カミナリお転婆娘（1961年）- 江口鮎子
- 都会の魔窟 (1961年)　- 北川亜矢子
- 兄貴 (1962年)　- 美子
- 君恋し（1962年）
- 十代の河（1962年）- 田村純子
- サラリーマン物語 新入社員 第一課 (1962年)　- 四条美代子
- 若くて悪くて凄いこいつら (1962年)　- 黛悳子
- 俺に賭けた奴ら (1962年)　- 竹井洋子
- 激しい河 (1962年)　- 白石桂子
- 腰抜けガンファイター (1963年)　- ユリ
- 若旦那日本晴れ (1963年)　- 寺本道子
- 結婚の設計（1963年）
- 見上げてごらん夜の星を（1963年　松竹）- 三輪の婚約者恵美子
- 馬鹿まるだし(1964年)　-　静子
- 大悪党作戦（1966年）　- 路子
- 夜の歌謡シリーズ 伊勢佐木町ブルース (1968年　東映)　- 房子
- 泪橋 (1983年)
- 死線を越えて　賀川豊彦物語 (1988年)
- 激しい季節 (1998年)

### テレビドラマ
- 嫁ぐ日まで（1963年、CX）
  - 第22回「女の館」
  - 第27回「広場の記憶」
  - 第43回「八雲たつ」
- おかしな奴（1963年、CX）
- ライオン奥様劇場（CX）
  - 「白い魔魚」（1965年）
  - 「彼岸花」（1967年）
  - 「おばあちゃんと孫7人」（1981年）
- 喜びも悲しみも幾歳月（1965年、TBS）
- いとはんと丁稚どん（1965年、ABC）
- 午後の微笑（1966年、THK）
- 三匹の侍 第4シリーズ 第4話「麝香丸の亡霊」（1966年、CX） - 千賀
- 新吾十番勝負 第29話「剣魔」（1967年、TBS / 松竹テレビ室）- おしの
- 宝塚映画シリーズ 楽天夫人（1967年、CX）
- ザ・ガードマン（TBS）
  - 第127話「現金強奪作戦」（1967年）
  - 第235話「大空に消えた現金輸送機」（1969年）
  - 第241話「生まれたわが子はお化けの赤ちゃん」（1969年）
  - 第242話「悪女たちは完全犯罪がお好き」（1969年）
  - 第254話「マンションは女の戦場」（1970年）
  - 第276話「怪談・幽霊に喰い殺された家族」（1970年）
  - 第296話「走れ蒸気機関車!恐怖の逃亡者」（1970年）
  - 第322話「女と男の禁じられた逃亡」（1971年）
- 続・風と樹と空と 第11回「海がめの涙」（1967年、NTV）
- 七つの顔の男（1967年 - 1968年、NET）
- ローンウルフ 一匹狼 第22話「拳銃のロンド」（1968年、NTV）
- 五人の野武士 第3話「女をつれて地獄へ行け」（1968年、NTV）
- 大奥 第32話 - 第34話（1968年、KTV）
- 素浪人 花山大吉（NET）
  - 第5話「あわれ十五の春だった」（1969年）
  - 第31話「狂った奴ほど強かった」（1969年）
  - 第83話「鬼が笑って死んでいた」（1970年）
- フジ三太郎 第26話「小さな、しあわせ」（1969年、TBS）
- 青空にとび出せ! 第4話「器用貧乏ケガのもと」（1969年、TBS）
- 花のお江戸のすごい奴 第8話「お前は誰だ」（1969年、CX） - お蝶
- キイハンター （TBS）
  - 第72話「P108は殺しの番号」（1969年） - アンナ
  - 第163話「南の海を渡る殺人部隊」（1971年）
  - 第165話「真珠湾から来た謎の女」（1971年） - 紅林朝子
  - 第182話「秘密指令、あの墓を撃て! 」（1971年） - 高瀬エマ
  - 第219話「サイコロGメン宴士の子連れ作戦」（1972年） - お竜
- 女殺し屋 花笠お竜 第1話「殺し屋が宿場にやってくる」（1969年、12ch）
- マキちゃん日記（1969年 - 1970年、YTV）
- 江戸川乱歩シリーズ 明智小五郎 第18話「土曜日の夜何かが起こる」（1970年、12ch）
- 気になる嫁さん 第12話「馬鹿にしてるわ この家族」、第16話「思う心は一つ」（1970年 - 1971年、NTV）
- 徳川おんな絵巻 第21話「雪サこんこん」・第22話「さいはての花ひらく」（1971年、KTV）
- ターゲットメン 第6話「東京タワー大爆発」（1971年、NET）
- プレイガール 第131話「スリラー・恨みを込めて接吻を」（1971年、12ch）
- 遠山の金さん捕物帳 第120話「惚れて憎んで又惚れた女」（1972年、NET） - お京
- ポーラテレビ小説 / 加奈子（1975年 - 1976年、TBS） - 喜子
- 前略おふくろ様 第2シリーズ（1976年 - 1977年、NTV） - 川田京子
- 大都会 PARTII 第16話「兇悪犯脱獄」（1977年、NTV / 石原プロ） - 有賀定子
- あにき（1977年、TBS） - 朝子
- 浮浪雲（1978年、ANB）
- 気まぐれ本格派 第23回「ママゴンのヘンシーン」（1978年、NTV）
- 熱中時代（NTV）
  - 教師編第1シリーズ 第23話「熱中先生と笑わない少女」（1979年） - 3年4組女子の母親
  - 刑事編 第11話「金庫破りナンバー・ワン」（1979年） - 加木尾久子
- 鉄道公安官（1979年、ANB）
- 西部警察 第43話「4号岸壁の殺人」（1980年、ANB / 石原プロ） - 佐川久子
- ウルトラマン80 第38話「大空にひびけ ウルトラの父の声」（1980年、TBS / 円谷プロ） - 長島秋子
- 旅がらす事件帖 第20話「激突! 恐怖の阿修羅太鼓」（1981年、KTV / 国際放映） - 駒太夫
- 大江戸捜査網 第486話「大奥の怪 美女殺人事件」（1981年、12ch / 三船プロ） - 尾上
- 北の国から（1981年 - 1982年、CX） - 中畑みずえ
  - 北の国から'83冬(1983年)
  - 北の国から'84夏(1984年)
  - 北の国から'89帰郷  (1989年)
  - 北の国から'92巣立ち (1992年)
  - 北の国から'98時代 (1998年)
  - 北の国から2002　遺言 (2002年)
- 特捜最前線（ANB）
  - 第269話「窓際警視、投げ込み魔を追う!」（1982年）
  - 第447話「約束・消えた女囚!」（1986年）
- 新・必殺仕事人 第48話「主水倹約する」（1982年、ABC / 松竹） - マン
- 春よ来い（1982年、NTV）
- 御宿かわせみ 第2シリーズ 第15話「江戸の手まり唄」（1983年、NHK） - おさわ
- スチュワーデス物語 第13話・第15話（1984年、TBS） - 江原三郎の母
- 松本清張スペシャル・黒い福音（1984年、TBS）
- 少女に何が起ったか 第4話（1985年、TBS） - 野寒市病院の看護師
- 男の家庭科（1985年、CX） - 中川美智代
- 婦警候補生物語（1985年、NTV）
- 月曜ワイド劇場「金属バット殺人事件」（1985年、テレビ朝日）
- スケバン刑事（1985年、CX） - 麻宮ナツ
- セーラー服通り（1986年、TBS）
- 私鉄沿線97分署 第77話「ブルとオサムがパンチ合戦!?」（1986年、ANB）
- 必殺仕事人V・激闘編 第26話「主水、殺しに遅刻する」（1986年、ABC）
- 一休さん・喝! 第7話「名探偵・一休参上!不良少年VS商店街」（1986年、TX）
- 土曜ワイド劇場「花嫁殺し」（1987年、ANB）
- ドラマ女の手記「温泉仲居物語5 戦後40年待った女」（1987年、TX）
- 木曜ゴールデンドラマ「母の結婚」（1989年、YTV）
- 火曜サスペンス劇場「女の中の迷路」（1993年、NTV）
- のぞき屋 (2007年) 10話
- パパの涙で子は育つ (2007年)